# 鬼出櫃
《鬼出櫃》（英語：The Boogeyman）是一部2023年美國超自然恐怖電影，由罗布·萨维奇執導，史考特·貝克、布萊恩·伍茲和馬克·赫曼編劇，故事由貝克和伍茲创作。該片改編自斯蒂芬·金1973年的同名短篇小說。這部電影由蘇菲·蔡徹、克里斯·梅希納、薇薇安·萊拉·布萊爾和大衛·達斯馬齊連主演。
金的短篇小說改編版於2018年6月首次宣布，由貝克和伍茲撰寫劇本，但由於迪士尼收購福斯，該項目於2019年被取消。然而，該項目於2021年11月重新啟動，由萨维奇執導。蔡徹、梅希納、達斯馬齊連和其他演員於2022年初簽約。主体拍摄於2022年2月在新奥尔良開始。迪士尼最初計劃在流媒体服务Hulu上上映，但在試映後最終選擇在院線上映。
《鬼出櫃》由二十世紀影業於2023年6月2日在美國上映。該片獲得了影評人褒貶不一的評價，全球票房收入達8200萬美元。

## 剧情
哈柏一家，莎蒂和蘇伊兒姐妹以及她們的心理諮商師父親威廉，正在努力克服母親和妻子在車禍中突然去世的痛苦。
有一天，一位名叫雷斯特·畢靈斯的心神不安的男子來到威廉的辦公室。雷斯特解釋說，他的三個孩子都死了，全部被一個控制他家人的邪惡實體殺死。威廉半信半疑地去報警。雷斯特溜走了，莎蒂發現他的屍體掛在她母親的藝術衣櫃裡。
不久之後，莎蒂注意到房子周圍開始形成奇怪的黴菌，而蘇伊兒則瞥見她的床下有一個險惡的生物。這種生物繼續恐嚇蘇伊兒，而莎蒂懷疑這種現象與雷斯特的自殺有關。她造访了畢靈斯家破舊的房子。在裡面，她發現了雷斯特的妻子麗塔，現在已经精神錯亂。麗塔認定“衣櫃裡有鬼”，正是她孩子們死亡的罪魁禍首。這種生物以恐懼為食，可以模仿聲音。阻止它的唯一方法是透过光。莎蒂在麗塔身邊感到不安全，於是逃跑了。
一天晚上，學校的一群女孩来莎蒂家玩，但發生了不愉快的事情，莎蒂遇到了妖怪，蘇伊兒隨後遭到襲擊，最終住院。麗塔聯繫了莎蒂，她需要她的幫助來殺死妖怪。當莎蒂到達時，麗塔攻擊她，計劃用她作為陷阱的誘餌。妖怪從陷阱中倖存下來殺死了麗塔。莎蒂侥幸逃脫，得知爸爸和妹妹已經回家。在家裡，她發現蘇伊兒躲了起來，那個生物把威廉拖進了地下室。
在地下室，姐妹們發現了那个生物正在以威廉為食。她們救下了父親，地下室展開了一場追逐战。在母親靈魂的幫助下，莎蒂放火烧了那个生物，一家人逃離了著火的房子。
一段時間後，一家人找威勒醫師進行了治療。當他們離開時，莎蒂被威勒醫師叫回來，卻發現醫師不在房间里，而且壁櫥門開著，表明那个生物已經回來了。这时威勒醫師出現，問莎蒂為什麼在那裡。莎蒂心存疑慮，關上了衣櫃門。

## 演员
- 蘇菲·蔡徹 饰 莎蒂·哈柏
- 克里斯·梅希納 饰 威廉·哈柏
- 薇薇安·萊拉·布萊爾 饰 蘇伊兒·哈柏
- 大衛·達斯馬齊連 饰 雷斯特·畢靈斯
- 玫琳·愛爾蘭（英语：Marin Ireland） 饰 麗塔·畢靈斯
- 麥迪遜·胡（英语：Madison Hu） 饰 貝特妮
- 麗莎·蓋伊·漢密爾頓（英语：LisaGay Hamilton） 饰 威勒醫師